# گیاهان آکاسیا
گیاهان آکاسیا (انگلیسی: Acacia sensu lato) به مجموع چند سردهٔ چندنیا درختچه و درخت متعلق به زیرتیره کهوریان از تیره باقلاییان گفته می‌شود.
سرده Acacia ، آکاسیا یک سرده از تیره باقلا Fabaceae است. این سرده دومین سرده بزرگ در تیره باقلا است (گون بزرگترین سرده از نظر تعداد گونه در این تیره است).
آکاسیا تقریباً 1300 گونه دارد که حدود 960 گونه از آنها بومی استرالیا بوده، و بقیه در اطراف مناطق گرمسیری تا معتدل هر دو نیمکره از جمله اروپا ، آفریقا ، جنوب آسیا و قاره آمریکا منتشر هستند. این سرده چهار گونه و سه زیرگونه خودرو در ایران داشته ضمنا چندین گونه از آن به منظور زینتی  و نیز احیای برخی از مناطق جنوبی به ایران کاشته شده است.

## واژه شناسی نام علمی سرده Acacia
آکاسیا؛ برگرفته از واژه یونانی ακακια یا acacía، نامی که توسط تئوفراست (Theophrastos) گیاهشناس، فیلسوف و فیزیکدان یونانی که در371 تا 287 قبل از میلاد می زیست، و دیوسکوریت (Dioscorides) داروساز و گیاه شناس یونانی که در 40-90 میلادی می زیست به گونه ای از آکاسیا که در مصر می رویید داده شد است. این واژه (واژه یونانی ακακια یا acacía ) خود احتمالا از تکرار واژه یونانی ακέ ακις acé acís به معنای تیزبودن و یا خار، ساخته شده است[3] .